# Collahuasi

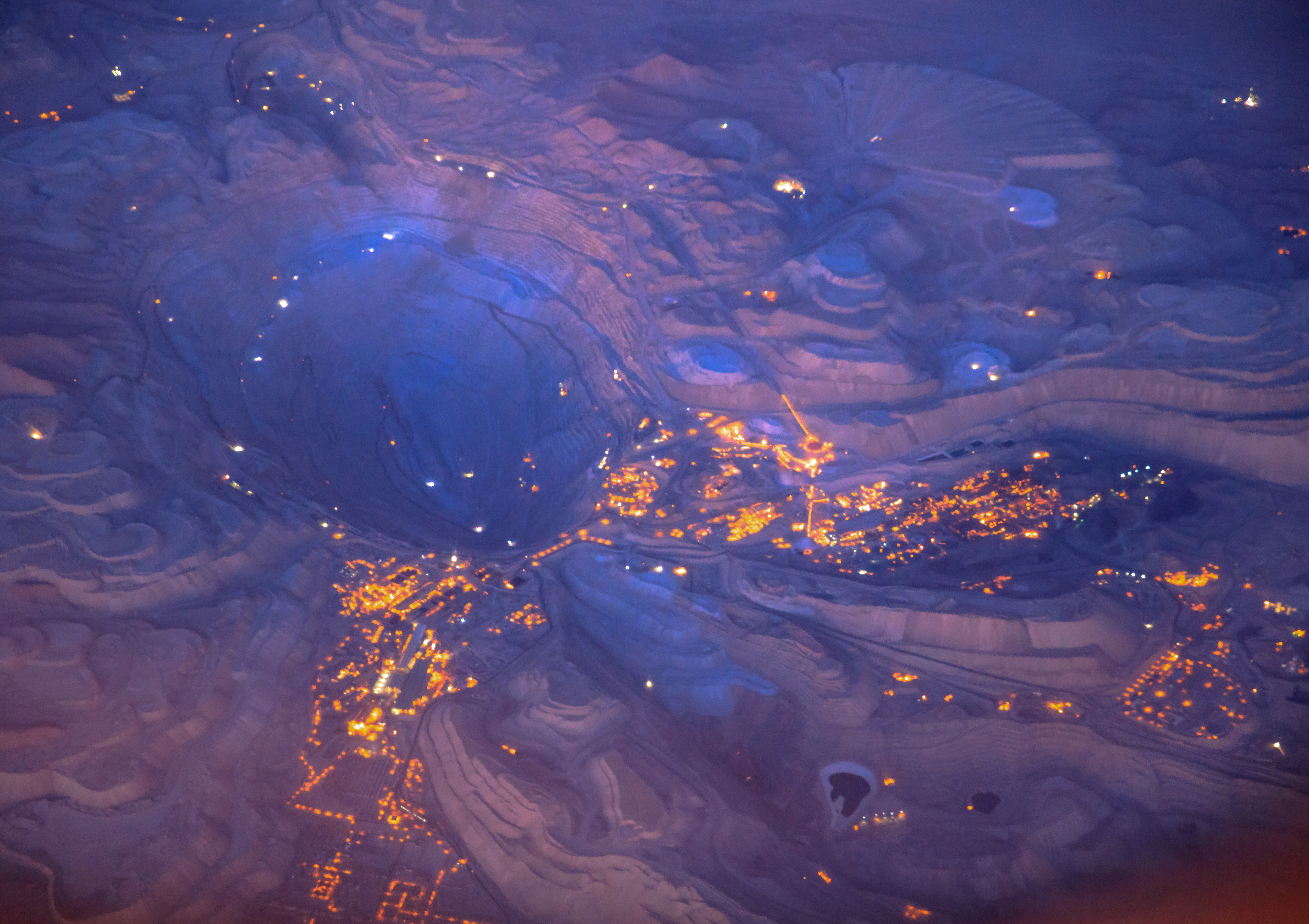
Vista aérea del complejo Collahuasi.

Collahuasi es un distrito minero ubicado en la comuna de Pica, Región de Tarapacá, Chile. Su explotación la realiza la Compañía Minera Doña Inés de Collahuasi CMDIC, la cual se dedica a la extracción y producción de concentrado y cátodos de cobre, además de concentrado de molibdeno. Tras Escondida y Codelco es la tercera minera que más produce cobre en el país y en el mundo.

## Historia
En 1880 se dio inicio a la explotación de los sistemas de vetas de cobre y plata con altas leyes. Estas operaciones se vieron interrumpidas en 1930, a causa de la crisis económica mundial. En 1978 se reiniciarían las actividades, identificando la composición del yacimiento Rosario.
En 1991 a través de estudios geológicos se descubre otra yacimiento factible: Ujina. Cuatro años más tarde se aprobarían los estudios de factibilidad y de impacto ambiental del proyecto completo, dando inicio a las operaciones comerciales el 7 de abril de 1999.

## Doña Inés de Collahuasi
La Compañía Minera Doña Inés de Collahuasi SCM es la encargada de las operaciones de explotación del complejo. Es una sociedad contractual que pertenece a Glencore, en un 44%, Anglo American plc, también en un 44%, y JCR, un consorcio japonés liderado por Mitsui Co. Ltda., con el restante 12%.
La producción de esta mina durante el 2020, fue de 629.099 toneladas de cobre fino y 3.755 TM molibdeno fino.